# 신입사관 구해령
《신입사관 구해령》은 2019년 7월 17일부터 2019년 9월 26일까지 방송된 문화방송 수목 미니시리즈이다.

## 줄거리
격동의 19세기 초 '사필을 하는 계집'이라며 손가락질받으며 별종 취급받던 여사들이 주인공. 남녀가 유별하고 신분에는 귀천이 있다는 해묵은 진리와 맞서며 변화라는 소중한 씨앗을 심는 이야기를 그린 드라마.

## 등장인물

### 주요 인물
- 신세경 : 구해령 / 서희연 역 (아역 정윤하) - 26세. 예문관 권지(權知) 여사(女史), 문직의 딸. 재경의 의붓 여동생
- 차은우 : 이림 역 - 20세. 왕위 계승 서열 2순위 도원대군, 연애소설가 (필명 매화선생). 휘영군 이겸의 적장자.

### 해령의 집
- 공정환 : 구재경 역 (아역 엄지성) - 37세. 해령의 오빠. 너그럽고 자애로운데다가 몸가짐 또한 고운 소문난 동생바보 . 해령의 눈이 정수리 꼭대기에 달리게 만든 장본인이라 보여짐
- 양조아 : 설금 역 - 노처녀 해령 아씨 걱정에 볕들 날 없는 엄마 같고 언니 같은 몸종
- 이관훈 : 각쇠 역 - 32세. 해령네 노비, 재경의 서래원 시절 친구 동생. 말도 없고 표정도 없지만, 재경의 본심을 알고 이해하는 유일한 인물

### 왕실과 조정
- 박기웅 : 이진 역 - 28세. 왕세자. 도원대군 이림의 형
- 김민상 : 이태 역 - 54세. 현왕. 함영군
- 최덕문 : 민익평 역 - 59세. 좌의정. 민우원의 아버지
- 김여진 : 대비 임씨 역 - 65세. 세자에게 힘이 되어주는 인자한 대비마마. 왕세자와 도원대군의 할머니

### 예문관 한림
- 이지훈 : 민우원 역 - 28세. 정7품 봉교. 조정실세 좌의정 민익평의 아들
- 허정도 : 양시행 역 - 37세. 정7품 봉교. 표정은 늘 썩어있고, 자세는 삐딱하고, 근무태도는 더더욱 삐딱한 불량사관. 권지 신분인 여사들을 졸지에 서리로 만든 장본인. 겉보기엔 꼰대, 실은 후배들을 무진장 아낌
- 강훈 : 현경묵 역 - 31세. 정8품 대교. 해령의 예문관 생활을 괴롭히는 심술궂은 선배
- 남태우 : 손길승 역 - 35세. 정8품 대교. 푸근한 인상만큼 푸근한 마음씨를 가진 북촌 할아버지
- 윤정섭 : 황장군 역 - 28세. 정9품 검열. 그저 역사가 제일 재밌고 역사가 퉁 제일 좋은, 뼛속까지 문과인 열혈사관
- 지건우 : 성서권 역 - 29세. 정9품 검열. 우원과 함께 사관의 품위를 담당하고 있는 반듯한 선비.
- 오희준 : 안홍익 역 - 22세. 정9품 검열. 배알도 없고 줏대도 없는 예문관의 공식 딸랑이
- 이정하 : 김치국 역 - 19세. 정9품 검열. 어린 나이에 사관이 된 수재. 한평생 책만 읽고 산지라 앞뒤 꽉꽉 막혀 융통성이라고는 없고, 웬만한 영감보다 고지식함

### 예문관 권지
- 박지현 : 송사희 역 - 18세. 이조정랑 송재천의 딸
- 이예림 : 오은임 역 - 21세. 녹봉날만 기다리는 조선의 서글픈 직장인
- 장유빈 : 허아란 역 - 19세. 흉년이 들어 사람들이 굶는단 소식에 ‘그럼 고기를 먹으면 되잖아요?’ 되묻는 초특급 금수저

### 주변 인물
- 전익령 : 모화 역 (아역 조민아)- 41세. 짙은 녹색 복면을 쓰고 신출귀몰하는 의문의 여인
- 성지루 : 허삼보 역 - 45세. 녹서당 내관 (정5품)
- 류태호 : 송재천 역 - 55세. 이조정랑
- 김용운 : 귀재 역 - 35세. 익평의 수하. 사람을 베는 데 거리낌이 없고, 명을 위해서라면 무엇이든 할 수 있음

### 그 외 인물
- 유세례 : 대비전 상궁 역
- 서광재
- 박영수 : 김서방 역 - 서책점 주인
- 우미화
- 소희정
- 길정우
- 김지안
- 강다현
- 황현정
- 정수범
- 차광수
- 정찬 : 대제학 역 - 문영대감. 폐주사건 당시 일기청 담당
- 남정우
- 김귀선
- 권홍석
- 조재완
- 윤여학
- 최정은
- 정유나
- 김단우
- 하루비
- 조선기
- 강민서 : 생각시 역
- 이연서 : 유생 역
- 김윤호 : 유생 역
- 장호준 : 재경의 친구 역
- 김예린 : 세자빈 역 - 왕세자 이진의 정비. 빈궁
- 정예빈 : 선정 역

### 특별출연
- 서영주 : 이승훈 역 - 해령의 정혼자
- 이종혁 : 왈짜패 두목 역
- 조재윤 : 김척점 역 - 의금부 도사
- 파비앙 코르비노 : 쟝 바티스트 바흐텔레미 역 - 법란서인 (프랑스 이양인)
- 윤종훈 : 이겸 역 - 도원대군 이림의 아버지. 폐주
- 이승효 : 서문직 역 - 구해령의 아버지 (서래원의 중심인물)
- 김현수 : 영화 역

## 촬영지
- 광한루원
- 연화정
- 창덕궁
- 대장금파크
- 소수서원
- 문경새재도립공원

## 시청률
최저 시청률과 최고 시청률은 시청률 조사회사와 지역별로 시청률에 차이가 있을 수 있습니다.
| 2019년      | 2019년      | 2019년         | 2019년         | 2019년       |
| 회차        | 방송일      | TNmS 시청률    | AGB 시청률     | AGB 시청률   |
| 회차        | 방송일      | 대한민국(전국) | 대한민국(전국) | 서울(수도권) |
| ----------- | ----------- | -------------- | -------------- | ------------ |
| 제1회       | 7월 17일    | 5.0%           | 4.0%           | %            |
| 제2회       | 7월 17일    | 6.4%           | 6.0%           | 6.7%         |
| 제3회       | 7월 18일    | 4.4%           | 3.7%           | %            |
| 제4회       | 7월 18일    | 5.1%           | 5.0%           | 5.1%         |
| 제5회       | 7월 24일    | %              | 4.5%           | %            |
| 제6회       | 7월 24일    | %              | 6.4%           | 6.4%         |
| 제7회       | 7월 25일    | 5.4%           | 5.6%           | 5.8%         |
| 제8회       | 7월 25일    | 6.7%           | 6.8%           | 7.3%         |
| 제9회       | 7월 31일    | %              | 4.4%           | %            |
| 제10회      | 7월 31일    | %              | 7.3%           | 7.6%         |
| 제11회      | 8월 1일     | %              | 4.7%           | 5.1%         |
| 제12회      | 8월 1일     | %              | 6.9%           | 7.2%         |
| 제13회      | 8월 7일     | %              | 5.1%           | 5.2%         |
| 제14회      | 8월 7일     | 6.4%           | 6.8%           | 7.0%         |
| 제15회      | 8월 8일     | %              | 4.7%           | 4.9%         |
| 제16회      | 8월 8일     | %              | 6.4%           | 6.5%         |
| 제17회      | 8월 14일    | %              | 4.1%           | %            |
| 제18회      | 8월 14일    | 5.9%           | 6.2%           | 6.8%         |
| 제19회      | 8월 15일    | 5.8%           | 4.2%           | %            |
| 제20회      | 8월 15일    | 7.2%           | 6.5%           | 6.4%         |
| 제21회      | 8월 21일    | %              | 4.3%           | %            |
| 제22회      | 8월 21일    | 5.9%           | 6.0%           | 6.7%         |
| 제23회      | 8월 22일    | %              | 4.9%           | 5.2%         |
| 제24회      | 8월 22일    | 6.5%           | 7.1%           | 7.6%         |
| 제25회      | 8월 28일    | %              | 3.8%           | %            |
| 제26회      | 8월 28일    | 6.0%           | 5.9%           | 6.1%         |
| 제27회      | 8월 29일    | 4.6%           | 4.4%           | 4.8%         |
| 제28회      | 8월 29일    | 6.0%           | 6.9%           | 7.4%         |
| 제29회      | 9월 4일     | %              | 3.7%           | %            |
| 제30회      | 9월 4일     | 6.0%           | 5.5%           | 5.5%         |
| 제31회      | 9월 5일     | %              | 4.0%           | %            |
| 제32회      | 9월 5일     | 6.2%           | 5.4%           | 5.6%         |
| 제33회      | 9월 18일    | 4.1%           | 4.0%           | %            |
| 제34회      | 9월 18일    | 6.0%           | 6.0%           | 6.1%         |
| 제35회      | 9월 19일    | %              | 3.8%           | %            |
| 제36회      | 9월 19일    | 5.7%           | 5.0%           | 5.2%         |
| 제37회      | 9월 25일    | %              | 4.0%           | %            |
| 제38회      | 9월 25일    | 5.9%           | 6.2%           | 6.2%         |
| 제39회      | 9월 26일    | %              | 4.5%           | 4.7%         |
| 제40회      | 9월 26일    | 6.1%           | 6.6%           | 6.6%         |
| 평균 시청률 | 평균 시청률 |                | 5.3%           |              |

## 수상 목록
- 2019년 MBC 연기대상 최고의 1분 커플상 (신세경, 차은우)
- 2019년 MBC 연기대상 수목드라마 부문 남자 조연상 (이지훈)
- 2019년 MBC 연기대상 수목드라마 부문 여자 최우수 연기상 (신세경)
- 2019년 MBC 연기대상 수목드라마 부문 남자 우수상 (차은우)

## 결방 사유
- 2019년 9월 11일 : 《추석에도 나 혼자 산다》 방송 편성으로 인해 결방되었다.
- 2019년 9월 12일 : 《추석특집 나 혼자 산다 네 얼간이 스페셜》 방송 편성으로 인해 결방되었다.

## 참고 사항
- 이 화면은 레터박스로 구성되었다.